# 제2포병여단 (대한민국)
제2포병여단(第二砲兵旅團, 영어: ROKA 2nd Artillery Brigade)은 대한민국 육군의 포병 여단이다. 제2군단 예하 부대로서 강원특별자치도 춘천시에 사령부를 두고 있다.
1953년 2월 16일 제2군단 포병단으로서 창설되었다. 11월 20일 제2군단 포병사령부로, 1982년 8월 1일, 제2포병여단으로 개편되었다.

## 편성
- 여단 본부 및 본부 포대
- 제11포병단
  - 단 본부 및 본부 포대
  - 제975포병대대
  - 제976포병대대
- 제92포병대대
- 제100포병대대
- 제332관측대대
- 제365포병대대
- 제755다련장대대
- 제855포병대대
- 제899포병대대

## 같이 보기
- 대한민국 육군의 부대 조직 및 편성 목록
- 대한민국 육군의 여단 목록

## 참고
1. ↑  육군본부 군사연구소 역사편찬과. “직계가족복무부대 지원가능 해당부대 내역”. 병무청. 2013년 6월 12일에 확인함.